# Атакапа
Атакапа (на английски: Atakapa) е група от няколко северноамерикански индиански племена, които говорят един език и имат обща история, култура и обичаи. На техния език тези хора се наричат „иишак – хора“, а враговете им чокто им дават името „атакапа – ядящите човешко месо“. Това име впоследствие е възприето и от европейците, макар че атакапа не са в никакъв случай канибали, те просто понякога ядат части от враговете си, поради религиозни и духовни причини. Основно храна си набавят от морето и реките, както и от прериите
В началото на колониалния период, атакапа обитават крайбрежието на Мексиканския залив, от Вермилиън Бей в Луизиана до Галвестън Бей в Тексас. След първата им среща с испанците през 1528 г., населението им намалява с катастрофална бързина, за да достигне до едва 9 души през 1908 г. Повечето от групите изчезват още през 18 век, главно от инфекциозни болести. Малки групички обаче изглежда оцеляват до края на 20 век, тъй като през 2006 г. около 450 техни потомци, предимно със смесена кръв се определят като атакапа.

## Език
Езикът на племената атакапа също е наречен от учените атакапа, по името на основното племе. Езикът още не е класифициран от лингвистите към никое езиково семейство, заради несходства с другите езици. Общоприетото мнение сред учените е, че той е език изолат. Езикът атакапа се състои от два диалекта – източен и западен. Въз основа на тези езикови разлики, атакапа са разделени на източни атакапа и западни атакапа.
Източни атакапа
Живеят в района на Вермилиън Бей и на река Марменто. Те самите се наричат „хийекаке иишак – хора на изгрева или източни хора“. Познати са също и като Луизиана атакапа, и се състоят от две големи регионални групи:
- Алигатор – на Вермилиън Бей и по река Вермилиън.
- Тече – в прериите и в блатата в поречието на река Марменто.

Западни атакапа
Западните атакапа се наричат „хикике иишак – хора на залеза или западни хора“. На белите са известни като Тексас атакапа. Обитават района на езерото Калкасиу и реките западно от него.
- Тлакопсел – тяхното местоположение в източен Тексас е неизвестно. Смята се, че споделят една територия с бидаи и деадосе.
- Оркокиза – северно от залива Галвестън, главно в долната част на реките Тринити и Колорадо. Предполага се, че са подразделение на оркокиза, но е известно, че по различно време са свързани с бидаи и аранама. През 18 век създават доста неприятности на испанците.
- Патири – известни са и като „пастиа“ и „петарос“. Малко племе, което обитава територията между Хюстън и Хънтсвил, северно от река Сан Хасинто, между бидаи и акокиса. Почти нищо не се знае за тях, освен че между 1749 г. и 1751 г. живеят в мисията Сан Илдефонсо. След изоставянето на мисията нищо повече не се чува за тях.
- Атакапа – това племе дава името на целия езиков състав. Те обитават района на езерото Калкасиу и езерото Чарлз и се състоят от две големи регионални групи
  - Калкасиу – между езерата Калкасиу и Сабин на границата между Тексас и Луизиана.
  - Ред Бърд – в прериите около езерото Чарлз в югозападна Луизиана.
- Деадосе – група на бидаи, която се отделя от тях в началото на 18 век и се премества на север между сливането на реките Анджелина и Нечес Ривър. Малко по-късно се преместват до мисията Сан Габриел. Към 1720 г. се преместват на запад, а малко след това се заселват до мисията Сан Габриел. Между 1749 г. и 1751 г. живеят заедно с други групи атакапа в мисията Сан Илдефонсо и в мисията Аламо. През втората половина на 18 век се свързват с някои групи тонкава. По същото време епидемия почти ги унищожава. Останалите живи вероятно се присъединяват към бидаи, акокиса и тонкава.
- Акокиса – разглеждат се като племе атакапа заради връзките им с истинските атакапа, иначе почти нищо не се знае за тях. Известно е, че обитават по реките Тринити и Сан Хасинто и по източните брегове на залива Галвестън.
- Бидаи – селата им са главно по Бидаис крийк. Контролират територията между реките Бразос и Нече.[1]

## Култура
Атакапа в никакъв случай не са канибали. Те никога не ядат хора. Практикуват ритуален канибализъм като ядат части от враговете си, за да придобият тяхната сила. Основно храна си набавят от морето, реките и прериите. Месото на алигаторите е от голямо значение, но също така жените събират птичи яйца, различни корени, семена, плодове, миди и други. Мъжете ловуват бизони и дребен дивеч. На малки ниви около селата жените отглеждат царевица, тикви и други култури. Жените още се грижат за дома, шият облекла, обработват и консервират излишната храна и плетат кошници. Мъжете от своя страна изработват оръжия и инструменти и ловят риба. Към 1719 г., когато се сдобиват с коне, започват да навлизат далеч навътре в сушата, за да ловуват бизони. През лятото издигат селата си по крайбрежието, а през зимата се връщат във вътрешността, където строят малки села от колиби със сламени покриви. Домовете на вождовете и религиозните лидери са по-добре построени, по-големи и издигнати на високи могили.

## История
Атакапа вероятно срещат европейците през пролетта на 1528 г., когато оцелелите от експедицията на Панфило де Нарваес слизат на Тексаския бряг. Част от тях се срещат с група каранкауа, от които чуват за племето хан (акокиса), които живеят на изток. В следващите 180 години никой не посещава района. Когато французите се установяват в долното течение на Мисисипи през 1699 г., научават от своите приятели чокто за група народи живеещи на запад, които те наричат „атакапа – ядящите човешко месо“. Едва от 1739 г. френските търговци започват да навлизат в земите им, а десет години по-късно испанците основават и мисии на границата с тях. През 1756 г. е основана нова испанска мисия на устието на река Тринити, в сърцето на територията на атакапа. След като Френска Луизиана преминава в испански ръце след 1762 г., почти нищо не се чува за атакапа. В края на 18 век атакапа са почти унищожени от няколко епидемии. Оцелелите се смесват с кадо, коасатите и други съседни племена и изчезват от историята.